# Eat at Home
Eat at Home är en låt komponerad av Paul McCartney och Linda McCartney. Den är ett av spåren på deras album Ram som utkom 1971. Eat at Home utgavs också som singel i stora delar av Europa, och några andra delar av världen, bland annat Australien, Sydamerika och Japan. Däremot utgavs låten aldrig som singel i Storbritannien eller USA.
Vid tiden då låten kom ut beskrevs den av flera rockkritiker, exempelvis Jon Landau, som en Buddy Holly-hyllning. John Lennon var uttalad kritiker av albumet Ram eftersom han ansåg att texterna i vissa låtar, exempelvis "Too Many People", var attacker på honom, men sade om "Eat at Home" att han gillade den.

## Listplaceringar
| Lista (1971)  | Position         |
| ------------- | ---------------- |
| Australien    | 17 (Go Set)      |
| Nederländerna | 7                |
| Norge         | 8                |
| Nya Zeeland   | 7 (NZ Listner)   |
| Spanien       | 5                |
| Sverige       | 2 (Kvällstoppen) |
| Sverige       | 1 (Tio i topp)   |
| Västtyskland  | 28               |